# The Munsters
The Munsters ist eine US-Comedy-Fernsehserie aus den 1960er Jahren, die der gleichzeitig an- und ausgelaufenen Konkurrenz-Serie The Addams Family in vielen Punkten ähnelt. Der Serienstart der Sitcom erfolgte in den Vereinigten Staaten am 24. September 1964, die letzte Folge wurde am 12. Mai 1966 gesendet. Sie erschien in den 1970er Jahren zunächst als Original mit Untertiteln auch im deutschen und österreichischen Fernsehen. Dabei kam als Titel neben dem Originaltitel auch The Munsters – (K)eine alltägliche Familie zum Einsatz. Später erschien die Serie auch deutsch synchronisiert und mit dem deutschen Titel Die Munsters.

## Figuren

### Familie Munster
Die Munsters wohnen in einem großen Herrenhaus mit verwildertem Garten in der Mockingbird Lane 1313, Mockingbird Heights, USA.
Herman Munster
Er ähnelt dem Frankenstein-Monster und ist in der Serie der etwas naive, aber liebenswerte Vater der Familie. Herman ist 150 Jahre alt (fertiggestellt um 1815), 2,23 Meter groß und hat Schuhgröße 58. Seine jeweiligen Körperteile haben unterschiedliche Geburtsjahre. Herman hat grüne Haut sowie ein braunes und ein blaues Auge. Er wurde nicht geboren, sondern in einem Labor in Deutschland von Dr. Frankenstein (der als Hobby aus Baukästen Menschen erschuf) zusammengesetzt. Herman arbeitet als Angestellter im Beerdigungsinstitut „Gateman, Goodbury & Graves“ und er erzählt gerne geschmacklose Witze. Wegen seiner ungeheuren Stärke reißt er oft versehentlich Wände nieder.
Lily Munster
Formeller Name: Lily Dracula-Munster.
Sie ist die Frau von Herman und wurde in Transsilvanien geboren. Ihr Alter ist nicht genau definiert, aber in jedem Fall ist sie älter als 137 Jahre. Sie hat einen Bruder (Lester) sowie eine namenlose Schwester. Sie ist hauptberufliche Hausfrau, versucht als Feministin aber oft aus dieser Rolle auszubrechen. Sie trägt als Parfüm immer „Chanel No. 13“, das „Exotischste“.
Opa Dracula
Formeller Name: Sam Dracula.
Der Graf ist 378 Jahre alt und ähnelt der Darstellung von Graf Dracula durch Bela Lugosi in Dracula (1931), durch seine Körperform erinnert er auch an einen großen Pinguin. Er stammt aus Transsilvanien („die alte Heimat“), was man aus seinem leichten Akzent heraushört. Er war 167-mal verheiratet, ist zurzeit aber wieder alleinstehend. Obwohl seine Ehefrauen allesamt verblichen sind, hält er noch brieflichen Kontakt zu ihnen. Er hat drei Kinder: Lily, Lester und eine weitere, namenlose Tochter. Er ist von Beruf verrückter Wissenschaftler, Zauberer und kann – je nachdem, welche Tablette er einnimmt – seine Gestalt ändern. Opa Munster spielt leidenschaftlich gerne Dame mit unsichtbaren Geistern, die er auf dem Friedhof trifft. Er schläft vorzugsweise kopfüber im Wandschrank oder von der Decke seines Labors hängend.
Eddie Munster
Formeller Name: Edward Wolfgang Munster.
Er ist der Sohn von Herman und Lily. Eddie ist neun oder zehn Jahre alt und trägt immer seinen Anzug im „Little-Lord-Fauntleroy–Stil“. Er hat dunkles, in der Stirnmitte spitz zulaufendes Haar, kleine Reißzähne, die sich einmal im Monat vergrößern, und kleine Spitzohren. Im Gesicht ist er gewöhnlich bleich oder grün. Er geht in die fünfte Klasse der Grundschule in Mockingbird Heights. Er läuft immer mit seiner Puppe Wuff-Wuff umher und schläft in einem Sarg.
Marilyn Munster
Sie ist ungefähr 25 Jahre alt und die Tochter von Lilys namenloser Schwester. Deshalb dürfte ihr Nachname eigentlich nicht Munster lauten (es sei denn, ihre Tante und Onkel hätten sie adoptiert). Sie gilt in der Familie als etwas verunstaltet. Sie entspricht dem Schönheitsideal der 1960er Jahre, ist blond und hübsch und erinnert in Namen und Erscheinungsbild an Marilyn Monroe – was überhaupt nicht dem Schönheitsideal der Munsters entspricht. Sie scheint aufgrund ihrer „Entstellung“ keine Beziehung zu Männern lange aufrechterhalten zu können, was sie sehr betrübt. In Wahrheit fürchten ihre Freunde jedoch ihre Verwandten und können ihr liebevolles Verhältnis zu diesen nicht nachvollziehen. Im Film ist sie die Tochter von Hermans Schwester Elsa und Norman Hyde.

### Verwandte
Charlie Munster
Gespielt von Fred Gwynne in einer Doppelrolle
In einer Folge taucht überraschend Hermans Zwillingsbruder auf (der aus demselben Baukasten gebaut wurde; bis auf die blonden Haare sehen sie einander unheimlich ähnlich). Als professioneller Trickbetrüger ist er allerdings nicht gerade der netteste Verwandte.
Onkel Gilbert
In einer Episode schickt er der Familie Munster eine Kiste voller Goldmünzen, die sie für ihn aufbewahren soll. Bei Onkel Gilbert handelt es sich um den Kiemenmann (engl. Gill-Man), das Ungeheuer der schwarzen Lagune aus Jack Arnolds Der Schrecken vom Amazonas (1954).
Johann
Ebenfalls gespielt von Fred Gwynne in einer Doppelrolle
Er ist sozusagen ein Vetter Hermans, der von Dr. Frankenstein selbst begonnen, jedoch erst von seinem Urururenkel fertiggestellt wurde. Johann, der noch etwas „ungehobelt“ ist, soll von Herman gute Manieren lernen, was zu einigen turbulenten Verwechslungen führt. Johann taucht nur in einer Folge auf, hat panische Angst vor Feuer und versteckt sich mit Vorliebe im Wandschrank.
Onkel Lester
Er ist der Bruder von Lily Munster und der Sohn von Großvater Munster. Aus unerklärlichen Gründen scheint er die Werwolfgene aus seiner Familie geerbt zu haben, welche auch Lily (deutlich abgeschwächt) an ihren Sohn weitergab. Er taucht nur in Folge 15 der ersten Staffel – Der Rivale (Herman’s Rival) – der Fernsehserie auf.
Norman Hyde/Brent Jekyll
In Eine unheimliche Familie zum Schreien versucht der verrückte Schwager von Herman seine missgebildete Tochter Marilyn „hübscher“ zu machen. Das Experiment schlägt fehl und er verwandelt sich in den arroganten, rassistischen und gutaussehenden Wahlkämpfer Brent Jekyll, der die Munsters aus der Stadt verjagen will. Großvater Munster kann ihn aber wieder heilen.
Cousin Phantom der Oper
In Die Rückkehr der Familie Frankenstein stattet Cousin Phantom der Familie einen Besuch ab. Wegen seiner Liebe zur Musik ist er seinerzeit in die Kellergewölbe unter der Pariser Oper gezogen, allerdings überwiegt seine Leidenschaft sein Talent bei weitem. Wenn er seine Stimme zum Gesang erhebt, bleibt keine Fensterscheibe im nahen Umkreis heil. Auch in Munsters fröhliche Weihnachten schaut er kurz vorbei und sorgt bei der Familienfeier für musikalische Untermalung.
Onkel Jack
Bei Onkel Jack handelt es sich um den unsichtbaren Mann. Er trägt einen Verband, weil er angeblich von einem Autofahrer angefahren wurde, der ihn nicht „gesehen“ hat.
Onkel Fliege (im org. Cousin Fly)
Onkel Fliege basiert auf dem Roman „Die Fliege“ und wohnt in Death Valley.

### Haustiere
Spot
Ein Drache, der unter der Treppe im Haus der Munsters lebt. Spot spuckt jedes Mal Feuer, wenn jemand die Treppe anhebt, die den Eingang zu seiner „Hundehütte“ bildet. Er taucht nie in seiner ganzen Gestalt auf – höchstens seine Schwanzspitze oder sein Kopf mit leuchtenden Augen werden sichtbar. Spotty jagt gerne Autos, frisst Gullydeckel und Telegrafenmasten. Einmal verscharrt er den Postboten im Garten.
Igor
Eine Fledermaus, die im Haus der Munsters lebt. Sie ist ein guter Freund von Opa Munster und hängt gerne mit ihm an der Decke seines Labors.
Kitty
Ist eine schwarze Hauskatze, die immer wie ein Löwe brüllt und einen dementsprechenden Appetit hat.
Elmer
Eine riesige Schlange, die Eddie gehört, in einer Mülltonne lebt und in keiner Folge aufgetaucht ist.
Der Rabe
Er lebt in einer Uhr und schreit jede Stunde „Nevermore“ (eine Anspielung auf das Gedicht Der Rabe von Edgar Allan Poe).
Goldie
Ein Piranha, der Eddie gehört und in einem Goldfischglas lebt.

### Autos
Die Munsters besaßen zwei Autos, die von Barris Customs gefertigt wurden:
- einen Munsterwagen (Munsters’ Koach), gefertigt aus drei Ford-Model-T-Karosserien und einer 289-Ford-Cobra-8-Zylinder–Maschine – von diesem Wagen wurden insgesamt drei Exemplare gebaut
- sowie den Drag-U-La von Opa Munster, einen Spezialrennwagen (Ford Mustang), dessen Herzstück ein echter Sarg ist. Von dem Drag-U-La wurden zwei Exemplare gebaut.

## Synchronisation
Die Munsters wurde 1990 für die deutschsprachige Fernsehausstrahlung von der Telesynchron Filmgesellschaft in Berlin synchronisiert, Dialogregisseur war Heinz Freitag, der auch die Dialoge schrieb.
| Rolle           | Schauspieler                                        | Deutsche Synchronstimme |
| --------------- | --------------------------------------------------- | ----------------------- |
| Herman Munster  | Fred Gwynne                                         | Tom Deininger           |
| Opa Munster     | Al Lewis                                            | Hans Teuscher           |
| Lily Munster    | Yvonne De Carlo                                     | Sonja Deutsch           |
| Marylin Munster | Beverley Owen (Folge 1–13) Pat Priest (ab Folge 14) | Liane Rudolph           |
| Eddie Munster   | Butch Patrick                                       | John-Alexander Döring   |

## Episodenliste

### DVD
(in Klammern der US-amerikanische Originaltitel)
- Erste Staffel: Die Munsters, Koch Media – 16. November 2007
- Zweite Staffel: Die Munsters, Koch Media – 25. April 2008
- Kinofilm: Die Munsters – Gespensterparty, Koch Media – 20. Juni 2008
- Kinofilm: Die Munsters – Die Rückkehr der Familie Frankenstein, Koch Media – 7. Oktober 2011
- Die Munsters – Die komplette Serie, Koch Media – 7. Oktober 2011

## Adaptionen

### Filme
- 1966: Gespensterparty (Munster, Go Home)
- 1981: Die Rückkehr der Familie Frankenstein (The Munsters Revenge)
- 1995: Eine unheimliche Familie zum Schreien (Here Come The Munsters)
- 1996: Munsters fröhliche Weihnachten (The Munsters’ Scary Little Christmas)

Nachdem die Munsters im Fernsehen abgesetzt worden waren, begannen die Arbeiten zum ersten Munsters-Film. Dieser kam 1966 unter dem Titel „Munster, Go Home“ (dt. Gespensterparty) in die Kinos. Der Film wurde im Gegensatz zur Serie in Farbe gedreht.
1981 wurde mit nahezu der kompletten alten Munsters-Besetzung der Fernsehfilm The Munsters Revenge (dt. Die Rückkehr der Familie Frankenstein) gedreht. Der Film entpuppte sich als Flop.
Es folgten noch einige fürs Fernsehen gedrehte Filme mit komplett neuer Besetzung. 1995 „Here Come the Munsters“ (dt. Eine unheimliche Familie zum Schreien). Wie bei der Addams Family wurde bei diesem Film viel Wert auf die abweisende Haltung der US-Amerikaner gegenüber der Monsterfamilie gelegt. 1996 folgte noch „The Munsters’ Scary Little Christmas“ (dt. Munsters’ fröhliche Weihnachten).
Die Wayans-Brüder (u. a. Scary Movie) hatten bereits für 2006 einen weiteren Munsters-Film angekündigt. Diese Idee wurde bislang nicht umgesetzt.
Die deutschen Fernsehzuschauer machten bereits im Juni 1965 erste kurze Bekanntschaft mit der Familie als Werner Baecker (Journalist) vom NDR die Dreharbeiten der Serie für seinen Fernsehfilm Neues aus Hollywood für die ARD besuchte.
Darüber hinaus gab es 1973 einen kurzen Munsters-Trickfilm unter dem Titel The Mini Munsters.
Im Juni 2021 wurde bekannt, dass Rob Zombie für Universal 1440 Entertainment einen auf The Munsters basierenden Film drehen wird. Dieser wurde im Herbst 2022 in den Vereinigten Staaten veröffentlicht.

### Fernsehserien
Im Jahr 1988 wurde die Serie mit anderen Schauspielern unter dem Titel The Munsters Today (drei Staffeln mit insgesamt 72 Folgen) neu aufgelegt. Die Serie lief von 1990 bis 1993 auch in Deutschland auf RTL unter dem Titel Familie Munster.
Qualitativ wurde diese Neuauflage von vielen Fans des Originals eher kritisch betrachtet, da sie sich an ein deutlich jüngeres Publikum richtet und der Humor entsprechend einfach gestrickt ist, während das Original – insbesondere in der nicht synchronisierten Fassung – oft tiefgründig witzig war und vom komödiantischen Timing eines Fred Gwynne und Al Lewis oder vom schauspielerischen Können einer Yvonne De Carlo profitierte.
Im September 2010 wurde eine weitere Neuauflage durch den Fernsehsender NBC und den Serienschöpfer Bryan Fuller unter Beteiligung des Regisseurs Guillermo del Toro angekündigt. Im November 2011 wurde bekannt, dass NBC eine Pilotfolge zur Neuauflage der Serie bei dem Autor und Executive Producer Bryan Fuller bestellt hat. Dies war der zweite Versuch, die Serie neu aufleben zu lassen. Im Februar 2012 benannten NBC und Bryan Fuller die Serie in Mockingbird Lane um. Nachdem im März 2012 die Rolle des Grandpas an Eddie Izzard vergeben worden war, castete Bryan Fuller Ende des Monats Charity Wakefield als Marilyn Munster. Nach mehreren Verschiebungen wurde die Pilotfolge im Oktober 2012 schließlich als Halloween-Special gesendet. Im Dezember 2012 wurde bekannt, dass der Sender keine weiteren Folgen in Auftrag gegeben hat.